# Zamoskvoreckaja (linka metra v Moskvě)

Poloha linky na mapě města

Zamoskvoreckaja (rusky Замоскворе́цкая; původní název Gorkovsko-Zamoskvoreckaja) je linka Moskevského metra. Je označovaná také jako linka dvě, tmavězelenou barvou.
V provozu je od roku 1938, denně přepraví 1,8 milionů cestujících. Nasazovány jsou osmivozové vlakové soupravy, které dosahují průměrné cestovní rychlosti 40 km/h a celou linku projedou za 60 minut.
Linka byla původně řazena jako třetí, až za Arbatsko-Pokrovskou. Její význam byl však větší než u tmavomodré linky a tak nakonec byla zařazena jako druhá. Pořadí barev pro linky metra červená-zelená-modrá bylo poté dodržováno ve všech městech SSSR při výstavbě jejich vlastních systémů metra (až na výjimku, kterou je Minsk).

## Historie

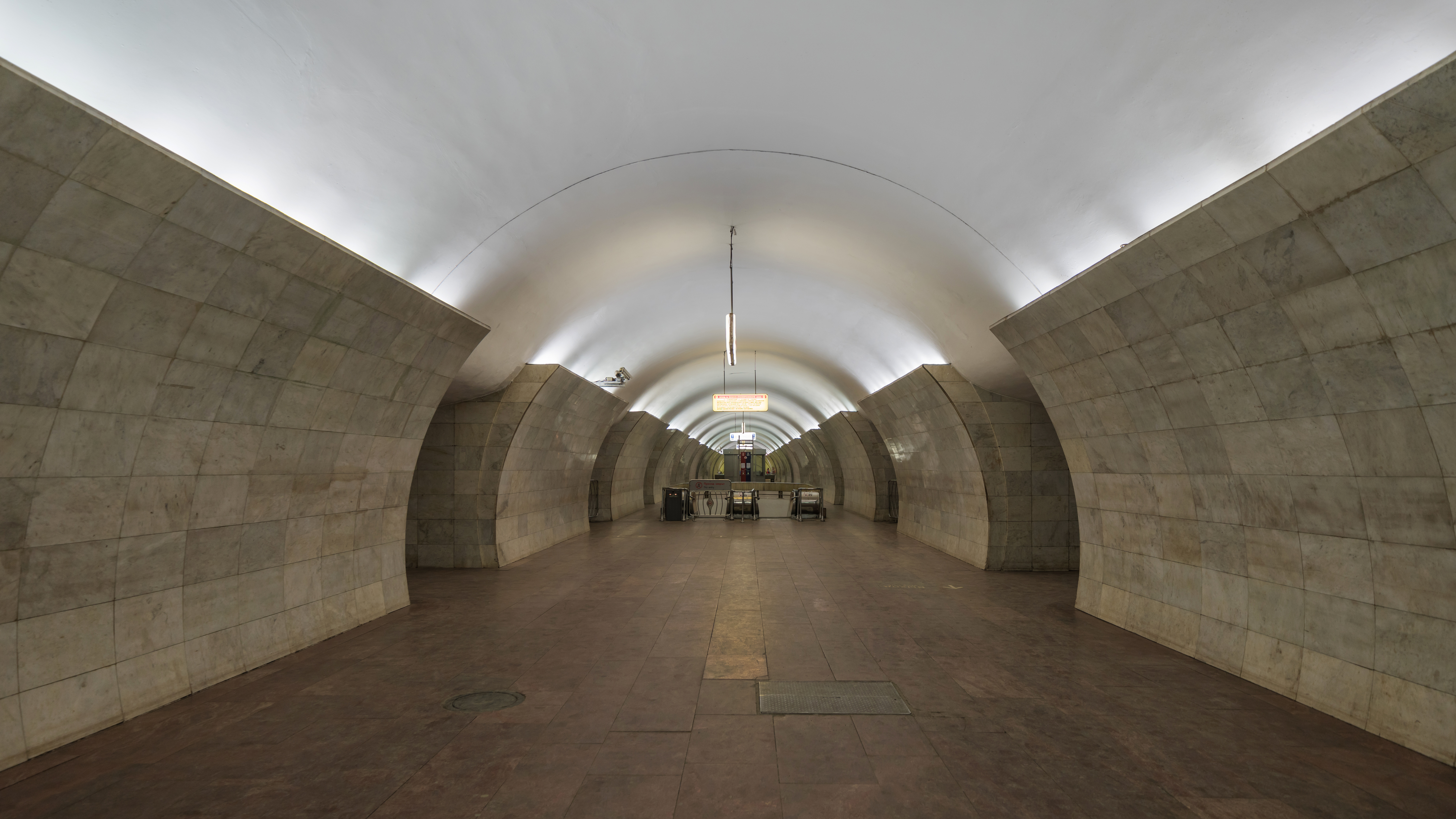
Stanice Tverskaja

První úsek mezi stanicemi Sokol a Těatralnaja byl zprovozněn 11. září 1938, měřil 8,5 km; vedl pod Leningradským prospektem, rušnou moskevskou třídou. K prvnímu prodloužení linky došlo za druhé světové války, v roce 1943, o tři stanice jižním směrem – konečnou se stala Avtozavodskaja; metro tak obsloužilo i továrnu Zavod imeni Lichačeva na výrobu aut.
První provozní úseky Zamoskvorecké linky jsou známé pro svoji okázalou architekturu, která bývá označována za prolínající se socialistický realismus a Art Deco. Vyniká obzvláště stanice Majakovskaja, která patří mezi nejvíce fotografované a prezentované – nedlouho po svém dokončení sklidilo její architektonické ztvárnění úspěch i na zahraničních výstavách.
Další prodloužení, tentokrát severním směrem, ze stanice Sokol na Rečnoj vokzal se otevřelo až 30. prosince 1964. Nové stanice již byly jiné; okázalou architekturu vystřídala strohost a spartánskost. Roku 1969 byl jižní konec trasy prodloužen až ke stanici Kachovskaja (dnes poslední tři stanice byly od linky odděleny a přebudovány jako linka 11 (Kachovskaja).
20. června 1979 byla do již provozovaného úseku, pod centrum města, mezi stanice Majakovskaja a Těatralnaja vestavěna, a to bez přerušení provozu další stanice – Tverskaja, která slouží jako přestupní a významný dopravní terminál.
V roce 1985 byla jako jižní konečná stanice otevřena Krasnogvardějskaja, která se nachází na jižním okraji města. Pak došlo k oddělení větve a zřízení linky Kachovskaja v roce 1995.
Roku 2004 došlo v tunelu u stanice Avtozavodskaja k teroristickému útoku, který zničil jeden celý vlak a zabil mnoho lidí.
V prosinci 2012 byla otevřena jako jižní konečná stanice Alma-Atinskaja.
28. prosince 2015 byla veřejnosti otevřena stanice Technopark, která se nachází mezi stanicemi Avtozavodskaja a Kolomejskaja. Tuto stanici bylo možné vybudovat díky tomu, že linka byla vybudována tak, že je technicky možné na některých místech dobudovat další stanice (hlavně v centrální ražené části), jakákoliv další dostavba však nyní plánována není.
31. prosince 2017 došlo k prodloužení linky na sever od stanice Rečnoj vokzal do stanice Chovrino. V tomto úseku byla dne 20. prosince 2018 zprovozněna stanice Bělomorskaja.

### Současnost
Bylo zvažováno prodloužení linky do města Chimki (do stanice Levoběrežnaja), avšak z důvodu možného přetížení linky se od tohoto projektu ustoupilo
V současné době je velmi využívaná Zamoskvoreckaja z velké části renovována; přestože rekonstrukce probíhaly již v dřívějších dobách, jejich rozsah v nedávných časech je větší než dříve. Tyto práce se týkají pouze ražených stanic, u hloubených z 60. let 20. století se začne s rekonstrukcí později.

## Nasazované vlaky
Nasazované soupravy se měnily v průběhu desítek let existence této linky následovně:
- 1938 – 1951 typ A
- 1938 – 1950 typ B
- 1947 – 1966 typ G
- 1962 – 1987 typ E
- 1977 – typ 81-71

Pro vypravování vlaků slouží depa Sokol a Zamoskvoreckoje.

## Stanice
- Chovrino
- Bělomorskaja
- Rečnoj vokzal
- Vodnyj stadion
- Vojkovskaja
- Sokol
- Aeroport
- Dinamo
- Bělorusskaja (přestupní)
- Majakovskaja
- Tvěrskaja (přestupní, původně Gorkovskaja)
- Těatralnaja (přestupní, původně Ploščaď Sverdlova)
- Novokuzněckaja (přestupní)
- Pavěleckaja (přestupní)
- Avtozavodskaja (původní název Závod imeni Stalina)
- Technopark
- Kolomenskaja
- Kaširskaja (přestupní)
- Kantěmirovskaja
- Caricyno (původní název Lenino)
- Orechovo
- Domodědovskaja
- Krasnogvardějskaja (přestupní)
- Alma-Atinskaja